# Isak Folkmann
Isak Folkmann (14. července 1858 Szczawnik, Okres Nowy Sącz – 19. října 1943 Koncentrační tábor Terezín) byl posledním rabínem v Heřmanově Městci a jednou z obětí holocaustu.

## Životopis
Isak Folkman se narodil v roce 1858 v Rakouském císařství v Szczawniku u Muszyny. Vystudoval talmud, semitistiku, německou literaturou a filosofii v Praze a Berlíně. Titul doktora filozofie získal na filozofické fakultě univerzity v Erlangenu po objahobě disertační práce o tvorbě Giwargise Wardy, asyrského básníka, který žil ve 13. století ve městě Arabella. Disertace byla vydána jako monografie v roce 1896. Jeho manželkou byla Ernestina Rosenzweig – v prosinci 1906 se jim v Litomyšli narodila dcera Eliška (později Eliška Klimková-Deutschová).
Od roku 1908 působil 30 let jako rabín v Heřmanově Městci. Ve výslužbě byl uváděn v roce 1938. Byl zatčen gestapem a se ženou deportován 5. prosince 1942 transportem z Pardubic do koncentračního tábora v Terezíně, kde zemřel 19. října 1943 ve věku 85 let.
Během holokaustu zemřela i jeho starší dcera Berta (1900–1944) s manželem Siegfriedem Wachsmannem (1895–1944).

## Publikace
- Ausgewählte nestorianische Kirchenlieder über das Martyrium des heil. Georg von Giwargis Warda, mit Einleitung, Anmerkungen und deutscher Übersetzung. Inaugural-Dissertation zur Erlangung der Doctorwürde der hohen philosophischen Fakultät der Friedrichs-Alexanders-Universität in Erlangen (7 hymny, syrská textu, německý překlad). Max Schmersow, Kirchhain N.-L. 1896.
- Geschichte der Juden in Heřman-Městec. (online) (německý)